# مرغ توفان مارکهام
مرغ توفان مارکهام(نام علمی: Oceanodroma markhami) نام یک گونه از سرده اقیانوس‌روها است.